# Potatisstritar
Potatisstritar är en grupp av stritar som är skadegörare i framför allt odlingar av potatis. I gruppen ingår Empoasca Vitis, Eupteryx atropunctata och Empoasca solani.
Empoasca vitis är den art i gruppen som troligtvis har störst påverkan på potatisodlingen i Sverige. Den är allmänt förekommande från Skåne i söder till Västerbotten i norr. E. vitis är ca 3-4 mm lång, med ljusgrön grundfärg men med en något blåaktig ton. Den uppträder både i odlingar av sockerbetor och potatis, men även bland lövträd. E. vitis övervintrar främst på barrträd i norra Italien. På våren, runt månadskiftet april-maj, flyger den ut till lövträd och vinodlingar. Där kan den föröka sig, och runt början på juni månad kan första generationens avkomma flyga in till potatisodlingar i Sverige. Väl i fält intar striten föda, innan den börjar sin utdragna äggläggningsperiod. När nymferna kläcks suger de på undersidan av potatisens blad, och gnagskadorna gör stor skada på potatisens floem där fotosyntesprodukterna transporteras.

## Bekämpning
Potatisstritarnas näringssug orsakar att potatisen vissnar ner i förtid. Det innebär att dels knölskörden minskar, men även stärkelsehalten påverkas negativt. I odling av stärkelsepotatis kan därför stritarna ha en stor negativ påverkan på stärkelseskörden.
Bekämpning sker därför främst i odlingar av stärkelse, medan det är oklart om det är motiverat med bekämpning i matpotatisodlingar. Det finns inga bekämpningsrekommendationer, utan fälten övervakas rutinmässigt med gula klisterfällor som placeras med skivan halvt nere i beståndet och halvt ovanför. När stritarna har nått sitt inflygningsmax sätts bekämpningen in en vecka senare. Bekämpning sker för närvarande kemiskt med olika insekticider. 